# پیتیهوستی
پیتیهوستی (به چکی: Pětihosty) یک منطقهٔ مسکونی در جمهوری چک است که در ناحیه پراگ-شرق واقع شده‌است. پیتیهوستی ۳٫۸۴ کیلومتر مربع مساحت و ۱۹۵ نفر جمعیت دارد و ۳۴۵ متر بالاتر از سطح دریا واقع شده‌است.